# (3301) Jansje
(3301) Jansje  (1985 GP; 1978 CT; 1969 TE; 1958 DC1; 1958 DC; 1925 KC) ist ein ungefähr vier bis sechs Kilometer großer Asteroid des inneren Hauptgürtels, der am 6. Februar 1978 am Perth-Observatorium in Bickley, Western Australia in Australien (IAU-Code 319) entdeckt wurde.

## Benennung
Der Asteroid (3301) Jansje wurde vom niederländischen Astronomen Arie J. B. Verveer nach seiner Mutter, Jansje Verveer (1916–2011), benannt.
Nach Arie J. B. Verveer selber wurde vier Jahre später der Asteroid (3974) Verveer benannt.